# 王有齢
王 有齢（おう ゆうれい、Wang Youling、1810年 ‐ 1861年）は、清末の官僚。字は雪軒。福建省侯官県出身。
挙人となったが進士となることができず、胡雪巌の出資の下、浙江塩大使の官職を金で買った。その後、慈渓・定海・鄞・仁和の県令を歴任したが、民衆からの評判がよく、1855年に杭州知府に抜擢され、浙江巡撫の何桂清にその才幹を評価された。何桂清が両江総督に就任すると江蘇按察使、ついで布政使に抜擢された。王有齢は財政に明るく、何桂清に頼りにされていたのである。
杭州知府の時代に胡雪巌を助力し、阜康銭荘の設立に多大なる支援を行っている。胡雪巌の官商としての出発は、このことから始まる。特に捐輸局を設置し、資金の管理と糧食の運搬をまかせる。捐輸局の資金は、阜康銭荘に一括管理されることとなる。
1860年、太平天国軍が杭州を陥落させ、浙江巡撫羅遵殿は自殺した。これに対し何桂清は王有齢を後任の浙江巡撫に推薦した。咸豊帝は速やかに杭州を奪還するように命じたが、王有齢は福建軍を率いて太平天国軍を破り、杭州を回復した。
同年、太平天国軍10万が徽州から浙江省に入り、厳州を陥落させて杭州に迫ったが、将軍の瑞昌とともにこれを撃退し、厳州を回復した。
1861年10月、蕭山・諸曁・紹興が陥落し、糧食が途絶えるようになった。王有齢は李元度を按察使に任命して湘軍8千人を招いたが、援軍は龍游で阻まれて到着できなかった。杭州は太平天国の李秀成軍によって完全に包囲された。杭州城は食糧が尽き、士気が低下し、ついに12月に陥落した。王有齢は毒を仰いだが死にきれず、縊死した。
死後、壮愍の諡号が贈られた。